# Ray Dolby
Ray Milton Dolby OBE (Portland, 18 de janeiro de 1933 – São Francisco, 12 de setembro de 2013) foi um engenheiro norte-americano.

## Carreira
Ray Dolby formou-se na Universidade Stanford e, ainda estudante, começou a interessar-se pelas tecnologias de gravação de áudio. Foi nelas que continuou a trabalhar quando, terminado o curso de engenharia, ingressou na Ampex Corporation, uma jovem empresa californiana dedicada às tecnologias de som e vídeo.
Inventor do sistema de redução de ruído conhecido como Som Dolby. Foi o fundador e presidente do Dolby Laboratories, empresa detentora de tecnologia de redução de ruídos e compressão de sinais digitais empregados em áudio. Suas diversas tecnologias são extensamente empregadas em equipamentos profissionais e amadores de áudio e vídeo.
Em 2004, o seu nome passou a constar no National Inventors Hall of Fame (NIHF).

## Patentes nos EUA
- Patente 3 631 365, Seletivo de frequência, compressor/expansor de sinal simétrico (redução de ruído Dolby); pedido depositado em 20 de outubro de 1969, patente concedida em 28 de dezembro de 1971